# Cyphanta chortochlora
Cyphanta chortochlora är en fjärilsart som beskrevs av George Francis Hampson 1892. Cyphanta chortochlora ingår i släktet Cyphanta och familjen tandspinnare. Inga underarter finns listade i Catalogue of Life.